# Beilschmiedia rwandensis
Beilschmiedia rwandensis är en lagerväxtart som beskrevs av Rudolf Wilczek. Beilschmiedia rwandensis ingår i släktet Beilschmiedia och familjen lagerväxter. Inga underarter finns listade i Catalogue of Life.